# Английска градина (Мюнхен)
Английската градина е парк в Североизточен Мюнхен, Германия.
Намира се на западния бряг на река Изар. Има площ от 3,75 km², с която се нарежда сред най-големите паркове в света. Наречена е на стила, в който е изградена от швейцарския градинар Фридрих Лудвиг фон Скел.
Паркът е разделен от 1960-те години на 2 части от улица „Изарринг“ – южна (около 2 кв. километра) и северна (3 кв. километра).

## История
Английската градина е създадена по нареждане на курфюрста на Пфалц и Бавария Карл Теодор от 1789 година. Предназначението на парка първоначално е да предоставя възможност на войниците да се обучават в земеделие и да си почиват. Месеци по-късно е отворен и за обществеността.
През 1792 г. паркът е отворен за жителите на Мюнхен (тогава около 40 000) – сред първите в Континентална Европа, в който е позволено свободното посещение от обикновени хора. Днес паркът се радва на голяма известност сред жителите на Мюнхен и туристите.

## Статистика
- дължина на пътеките: 78 km (вкл. за яздене: 12 km)
- дължина на потоците в парка: 8,5 km
- мостове: над 100 бр.
- птици: над 50 вида

## Снимки
За снимки в Английската градина с комерсиална цел трябва да се заплати такса.